# Cryptoderis caricina
Cryptoderis caricina är en svampart som beskrevs av Rehm 1904. Cryptoderis caricina ingår i släktet Cryptoderis och familjen Gnomoniaceae.   Inga underarter finns listade i Catalogue of Life.